# Provinciale Statenverkiezingen 1985
De Provinciale Statenverkiezingen 1985 waren Nederlandse verkiezingen die op 18 september 1985 gehouden werden voor de leden van Provinciale Staten in de provincie Flevoland.
Tot de instelling van Flevoland als provincie was bij wet besloten op 27 juni 1985, met als ingangsdatum 1 januari 1986. Voordien behoorde het grootste deel van de nieuwe provincie tot het Openbaar Lichaam Zuidelijke IJsselmeerpolders, dat niet provinciaal ingedeeld was. De gemeenten Noordoostpolder en Urk, die voorheen provinciaal ingedeeld waren bij Overijssel, werden aan Flevoland toegevoegd. De statenleden werden op 3 oktober 1985 geïnstalleerd door minister van Binnenlandse Zaken Koos Rietkerk en de Provinciale Staten fungeerden tot 1 januari 1986 als voorbereidend lichaam.
De uitslag van de verkiezingen was als volgt:
| Provinciale Staten van Flevoland        | Provinciale Staten van Flevoland | Provinciale Staten van Flevoland |
| Partij                                  | % stemmen                        | # zetels                         |
| --------------------------------------- | -------------------------------- | -------------------------------- |
| Partij van de Arbeid                    | 33,77                            | 14                               |
| Christen-Democratisch Appèl             | 25,03                            | 11                               |
| Volkspartij voor Vrijheid en Democratie | 16,76                            | 7                                |
| SGP/RPF                                 | 6,51                             | 2                                |
| Democraten 66                           | 6,01                             | 2                                |
| Centrumpartij                           | 2,95                             | 1                                |
| GPV                                     | 2,57                             | 1                                |
| PPR                                     | 2,27                             | 1                                |
| CPN                                     | 2,12                             | 0                                |
| PSP                                     | 2,01                             | 0                                |
| totaal                                  | 100                              | 39                               |
| opkomstpercentage                       | 65,4                             |                                  |

1910 · 
1913 · 
1916 · 
1919 · 
1923 · 
1927 · 
1931 · 
1935 · 
1939 · 
1946 · 
1950 · 
1954 · 
1958 · 
1962 · 
1966 · 
1970 · 
1974 · 
1978 · 
1982 · 
1985 · 
1987 · 
1991 · 
1995 · 
1999 · 
2003 · 
2007 · 
2011 · 
2015 · 
2019 · 
2023